# NGC 1606
NGC 1606 è una piccola galassia lenticolare situata nella costellazione dell'Eridano, a una distanza di circa 228 milioni di anni luce dalla nostra Via Lattea.

## Scoperta
La galassia è stata scoperta il 14 gennaio 1849 dall'astronomo irlandese George Stoney.